# 1928 Summa
1928 Summa è un asteroide della fascia principale. Scoperto nel 1938, presenta un'orbita caratterizzata da un semiasse maggiore pari a 2,4765023 UA e da un'eccentricità di 0,2032034, inclinata di 4,57561° rispetto all'eclittica.
L'asteroide è dedicato all'omonima località dell'istmo careliano.